# Hermann Winkelmann
Hermann Winkelmann, o Winckelmann (Braunschweig, 8 marzo 1849 – Mauer bei Wien, 18 gennaio 1912), è stato un tenore tedesco noto per essere un tenore eroico wagneriano e per aver creato il ruolo del protagonista nel Parsifal di Richard Wagner nel 1882.

## Biografia
Hermann Winkelmann nacque a Braunschweig nel 1849. Suo padre, Christian Ludewig Theodor Winkelmann, fu il fondatore di Zeitter & Winkelmann, produttori di pianoforti e lui stesso aveva in programma di continuare il commercio di suo padre. Andò a Parigi per studiare la costruzione del piano, ma mentre era lì decise di diventare un cantante. Si formò inizialmente a Parigi e successivamente con Koch ad Hannover.
Winkelmann fece il suo debutto come Manrico ne Il trovatore di Verdi nel Teatro di corte di Sondershausen nel 1875. In seguito cantò in luoghi come Altenburg, Darmstadt e Lipsia. Entrò all'Opera di Amburgo nel 1878.
Il primo ruolo che creò fu quello del Nerone di Anton Rubinstein, in una traduzione tedesca al Teatro di Dammtor di Amburgo il 1º ottobre 1879 (non ci fu una prima russa fino al 1884).
Winkelmann divenne un Heldentenor specializzato nei drammi musicali di Richard Wagner ed era noto per i ruoli da protagonista nel Tannhäuser e nel Lohengrin e come Walther von Stolzing ne I maestri cantori di Norimberga.

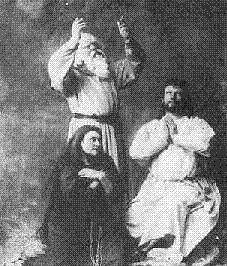
Hermann Winkelmann nella produzione inaugurale del Parsifal

In particolare Wagner stesso scelse Winkelmann per creare il ruolo di Parsifal al Bayreuth Festspielhaus nel 1882 e lo cantò fino al 1891, di solito al fianco di Amalie Materna, la creatrice del ruolo di Kundry (Parsifal).
Fu visto al Theatre Royal Drury Lane, durante la visita a Londra dell'Opera di Amburgo nel 1882, sotto la direzione di Hans Richter. Creò il ruolo di Tristano a Londra; di fatto lui e Richter richiesero così tante prove del Tristano e Isotta che questo causò il rinvio della prima dell'ultima sinfonia di Hubert Parry. Fu anche il primo Walther ad essere ascoltato a Londra. Lì cantò anche Lohengrin e Tannhäuser e partecipò ad una rarissima esibizione della Sinfonia Corale di Beethoven, sempre sotto Richter.
Nel 1883 Winkelmann entrò a far parte della Wiener Staatsoper, dove fu celebrato principalmente per le sue esibizioni di Wagner. Fu il primo Tristano a Vienna (1883) e anche il primo Otello in quella città, dove rimase fino al 1906.
Nel 1884 apparve negli Stati Uniti ai festival di Wagner a New York, Chicago, Boston e Cincinnati, talvolta sotto la direzione di Theodore Thomas. Fece tournée con Emil Scaria e Amalie Materna, con la quale si era esibito alla Wiener Staatsoper.
In seguito cantò in concerto, oratorio e lieder. Si ritirò dal palcoscenico nel 1907 e morì a Mauer, Vienna, nel 1912, all'età di 62 anni.
Esistono registrazioni della sua voce nella sua carriera successiva e appare in The Record of Singing.
Anche suo figlio Hans Winckelmann era un cantante d'opera.